# إغواء: إعترافات إستشارية زواج
إغواء: إعترافات إستشارية زواج (بالإنجليزية: Temptation: Confessions of a Marriage Counselor)‏ هو فيلم دراما رومانسي أمريكي تم إنتاجه في سنة 2013 وهو من إخراج تايلر بيري وبطولة جورني سموليت بيل و لانس غروس و كيم كردشيان و فانيسا ويليامز و روبي جونس و براندي نوروود، قصة الفيلم مستمدة من مسرحية إستشارية زواج وألتي هي من تأليف المخرج تايلر بيري نفسه في سنة 2008.

## القصة
قصة الفيلم تتكلم عن الحياة العاطفية لمجموعة أشخاص، حيث يلجأ زوجين إلى إستشارية زواج لإنقاذ زواجهما، تبدأ إستشارية الزواج بالتشكيك بخيانة الزوجة وثم تروي قصة أختها جوديث وتنكشف حقيقة هذه الاستشارية.

## البطولة
- جورني سموليت بيل بدور جوديث
- لانس غروس بدور برايس
- كيم كردشيان بدور أفا
- فانيسا ويليامز بدور جانيس
- روبي جونس بدور هارلي
- براندي نوروود بدور ميليندا
- رينيه تايلور بدور واكو تشابمان
- إيلا جويس بدور ساره
- كانديس كوك بدور إستشارية الزواج
- زاك سيل بدور برادلي
- أندريا مور بدور ليزا

## التقييم
نال الفيلم على انتقادات عديدة ولم يكن بالدرجة المتوقعة، حيث حصل على تقييم 15% في موقع الطماطم الفاسدة بناءً على 33 مراجعة، وحصل على تقييم 27 من 100 في موقع ميتاكريتيك من 100 مراجعة.
كيم كاردشيان حازت على جائزة التوتة الذهبية كأسوأ ممثلة ثانية ورشح المخرج تايلر بيري لنيل هذا الجائزة كأسوء مخرج.

## وصلات خارجية
- إغواء: إعترافات إستشارية زواج على موقع IMDb (الإنجليزية)
- إغواء: إعترافات إستشارية زواج على موقع ميتاكريتيك (الإنجليزية)
- إغواء: إعترافات إستشارية زواج على موقع روتن توميتوز (الإنجليزية)
- إغواء: إعترافات إستشارية زواج على موقع قاعدة بيانات الأفلام العربية
- إغواء: إعترافات إستشارية زواج على موقع ألو سيني (الفرنسية)
- إغواء: إعترافات إستشارية زواج على موقع Turner Classic Movies (الإنجليزية)
- إغواء: إعترافات إستشارية زواج على موقع أول موفي (الإنجليزية)
- إغواء: إعترافات إستشارية زواج على موقع بوكس أوفيس موجو (الإنجليزية)
- إغواء: إعترافات إستشارية زواج على موقع قاعدة بيانات الفيلم (الإنجليزية)
- إغواء: إعترافات إستشارية زواج على موقع ليتربوكسد (الإنجليزية)

- إغواء: إعترافات إستشارية زواج على قاعدة بيانات الأفلام على الإنترنت